# Hiệu ứng Compton
Trong cơ học lượng tử, Hiệu ứng Compton hay tán xạ Compton xảy ra khi bước sóng tăng lên (và năng lượng giảm xuống), khi những hạt photon tia X (hay tia gamma) có năng lượng từ khoảng 0,5 MeV đến 3,5 MeV tác động với điện tử trong vật liệu. Độ mà bước sóng tăng lên được gọi là dịch chuyển Compton. Hiệu ứng này được nhận thấy bởi Arthur Holly Compton vào năm 1923 và do sự quan sát này được trao Giải thưởng Nobel vật lý năm 1927. Cuộc thí nghiệm của Compton là sự quan sát làm cho tất cả mọi nhà vật lý tin là ánh sáng có thể hành động như một dòng hạt có năng lượng cân xứng với tần số.

## Nội dung
Dùng giả thuyết hạt photon ánh sáng, ta có thể giải thích hiệu ứng quang điện và sự tạo thành tia X. Sau đó vào năm 1923, A. H. Compton thông báo về kết quả nghiên cứu tán xạ của tia X thì các nhà khoa học đã có cơ sở để giải thích bản chất hạt của ánh sáng.
Theo Compton, hạt lượng tử năng lượng của tia X khi va chạm vào các hạt khác cũng bị tán xạ giống như hạt electron. Ở đây sự tán xạ của hạt photon là sự thay đổi đường đi của chùm tia phôtôn khi gặp phải một môi trường có sự không đồng nhất về chiết suất với những khoảng cách mà chiết suất thay đổi gần bằng độ dài bước sóng photon. Thực ra sự tán xạ là sự lan truyền của sóng trong những môi trường có hằng số điện và hằng số từ thay đổi hỗn loạn, rất phức tạp nếu sử dụng các hệ phương trình Maxwell để giải và tìm chiết suất hiệu dụng của môi trường. Sự tán xạ có thể xem đơn giản như sự va chạm đàn hồi của các quả bóng trong một môi trường. Khi xem xét sự va chạm đó, định luật bảo toàn năng lượng và xung lượng vẫn được áp dụng.
Ví dụ ta có một lượng tử năng lượng của tia X, va chạm vào một electron đứng yên. Một phần năng lượng và xung lượng của tia X chuyển vào cho electron và sau khi tán xạ thì lượng tử năng lượng tán xạ (hạt hình thành sau tán xạ) có năng lượng và xung lượng nhỏ hơn của lượng tử năng lượng ban đầu (tia X). Vì năng lượng của lượng tử tán xạ nhỏ hơn năng lượng của lượng tử ban đầu nên tần số của lượng tử tán xạ nhỏ hơn tần số của lượng tử ban đầu và khi đó bước sóng của lượng tử tán xạ lại lớn hơn bước sóng của lượng tử ban đầu.

## Cơ chế tán xạ Compton
Trong tán xạ Compton, năng lượng của lượng tử tia X đã chuyển hóa một phần thành năng lượng của electron. Electron dao động phát ra sóng điện từ, sóng điện từ chuyển một phần năng lượng cho một lượng tử, vì thế lượng tử bức xạ có bước sóng lớn hơn lượng tử ban đầu.
Như đã trình bày, khi tia X va chạm, một phần năng lượng tia X chuyển hóa cho electron. Năng lượng này phụ thuộc vào góc tán xạ tức là phương của lượng tử năng lượng tán xạ so với phương ban đầu:
Áp dụng công thức bảo toàn năng lượng và xung lượng ta tính được độ biến thiên của bước sóng của lượng tử năng lượng (Hình 2.10) sau khi tán xạ và lệch đi một góc θ so với phương ban đầu là:
Lưu ý, công thức trên có thể viết dưới dạng:
Công thức này được xây dựng từ sự bảo toàn năng lượng và xung lượng trong hệ quy chiếu gắn với khối tâm của hệ; mo là khối lượng nghỉ của electron, đại lượng {\displaystyle \lambda _{c}={\cfrac {h}{(m_{o}c)}}} được hiểu là bước sóng compton, nếu thay các giá trị này và tính toán thì độ lớn λc là: λc = 2,42.10−12m.
Giá trị này là rất nhỏ so với bước sóng của ánh sáng khả kiến vì thế nếu dùng ánh sáng làm thí nghiệm Compton ta sẽ không thấy sự biến đổi của độ dài sóng. Tức là không quan sát được hiệu ứng Compton.
Ngược lại, nếu dùng bước sóng của tia X trong khoảng (10−9 đến 10−12m) thì độ biến thiên bước sóng trong trường hợp này là khá lớn nên có thể quan sát được.
Hiệu ứng Compton đã thực sự thuyết phục các nhà vật lý rằng sóng điện từ thực sự thể hiện một tính chất giống như một chùm hạt chuyển động với vận tốc ánh sáng. Hay nói khác đi sóng và hạt là hai thuộc tính cùng tồn tại trong các quá trình biến đổi năng lượng.
Ví dụ: Trong thí nghiệm tán xạ Compton, người ta thấy bước song tia X thay đổi 1% với góc tán xạ là θ=120°. Hãy tìm ra giá trị bước sóng dùng trong thí nghiệm này. Ứng với bước sóng đó, hiệu điện thế phải đặt ở hai đầu Anod và Kathod là bao nhiêu?
Lời giải:sự thay đổi bước sóng tuân theo công thức:
{\displaystyle \Delta \lambda =\lambda _{2}-\lambda _{1}={\cfrac {h(1-\cos {\theta })}{(m_{o}c)}}=2,43.10^{-3}(1-\cos {120})nm=3,63.10^{-3}nm}
vì {\displaystyle {\cfrac {\Delta \lambda }{\lambda }}={\cfrac {3,63.10^{-3}}{\lambda }}nm=0,01\to \lambda ={\cfrac {3,63.10^{-3}}{0,01}}=0,363nm}
Với giá trị